# Clair II Godfroy aîné
Pour les articles homonymes, voir Godfroy.
Clair II Godfroy aîné (ou aussi Clair aîné Godfroy) (né le 17 novembre 1773 à La Couture, décédé le 11 février 1841 à Paris) est un facteur majeur d'instruments à vent en France, de flûtes traversières en particulier. Sa maison de facture instrumentale des bois a contribué à établir en France la flûte traversière à perce conique en version 1832 inventée par Theobald Boehm  puis la nouvelle version 1847 à perce cylindrique, qui établit le standard de la flûte traversière moderne système Boehm à travers le monde.

## Biographie
Clair II Godfroy aîné provient d'une famille couturiote et est né à La Couture en 1773. Il est le fils de Clair I Godfroy (1750-1813), tourneur et facteur d'instruments de musique qui l'a formé à son métier. Il a un frère Pierre Godfroy (1780-1848), également tourneur et facteur d'instruments de musique.
En 1800, il s'installe à Paris comme ouvrier facteur d'instruments et se marie avec Marie Madeleine Letellier qui décède le 17 mars 1807. Il aura quatre enfants ce premier mariage, dont Vincent Hypolite Godfroy né en 1806.
À cette période, il est connu sous le nom de « GODFROY dit BUFFET ». Il existe dans les collections un flageolet de cette période avec cette estampille.
En 1808, il se remarie avec Marie Jeanne Joseph Geneviève Gérard avec qui il aura deux enfants dont Caroline Joséphine née en 1811, qui épousera Louis Esprit Lot.
À partir de 1809, il appartient à la loge maçonnique de La Clémente Amitié.
À partir de 1812, Clair II Godfroy s'installe comme luthier rue Neuve des Petits Pères, puis en 1813 au 36 rue Coquillière avant de s'établir définitivement au 67 rue Montmartre. On considère généralement la date de fondation de la maison Clair Godfroy aîné en 1814. Clair II Godfroy possède une sérieuse expérience dans la facture de la flûte traversière et possède peu de concurrents. À cette période, la flûte enseignée au Conservatoire de Paris possède 4 clés. Il est alors le seul représentant de la famille Godfroy installé à Paris.
Autour de 1818, il change sa marque "GODFROY A PARIS" pour "GODFROY Aîné à PARIS", ce qui correspond à l'installation à Paris de son petit   frère Pierre Godfroy dit "jeune" au 45 rue Montmartre. La concurrence devient difficile avec l'arrivée de son frère et de nouveaux facteurs tels Jacques Éléonore Bellissent (1783-1841), qui se déclare « Facteur de flûte de l'école Royale de Musique et de M. Tulou. ».
En 1821, Clair II Godfroy devient « fournisseur de l'académie royale de musique ». Pierre Constant indique dans son ouvrage une commande de l'opéra de Paris : « à C. Godfroy aîné, une flûte à 6 clés pour Guillou, 250 fr. (1821) ». Joseph Guillou (1787-1853) est professeur de flûte au conservatoire de Paris de 1816 à 1828.
À partir de 1823, il participe systématiquement aux expositions et obtient régulièrement des récompenses pour ses réalisations et la justesse de ses instruments, à commencer par une mention honorable.

« Clair Godfroy aîné a consacré sa longue carrière à cet instrument la Flûte. Établi en 1814, il ne cessa d'exercer que peu de temps avant 1878.
À partir de 1823, il ne laissa passer aucune exposition sans y prendre part et y remporter un succès.
De bonne heure il se fit remarquer par la justesse de ses instruments, et à dater de 1834 il occupa toujours le premier rang. (...) Peu de temps après C. Godefroy, apparaissait Bellissent, mais il s'en fallut que son exercice fut aussi long (1818-42) et sa réputation aussi grande que pour lui : ses flûtes, bien construites cependant, lui valurent une mention en 1823 et 1827. »

— Constant Pierre, La Facture instrumentale à l'Exposition universelle de 1889, notes d'un musicien sur les instruments à souffle humain nouveaux et perfectionnés (1890)
Pour lutter contre les contrefaçons utilisant sa marque, Clair II Godfroy fait inscrire son poinçon d'argent le 29 avril 1830.
Un journal parisien daté du 24 septembre 1830 publie : « une ordonnance de la chambre du conseil du tribunal d'Evreux avait renvoyé au tribunal correctionnel MM Jean François Godefroy, Louis Hérouard, Denis Godefroy, Denis Buffet, Martin Thibouville, Denis Noblet, Pierre Noë, Gilles Noë, Nicolas Thibouville, comme prévenus d'avoir apposé sur des instruments à vent fabriqués par eux le nom de Monsieur Godefroy Aîné fabricant à Paris et MM Bonnel, Pléannat, Rémy Génin, Buffet, Lété, Boileau et Nadau comme complices du même délit de contrefaçon pour avoir exposé en vente et mis en circulation des instruments portant la même indication contrefaite. »
Jean-Louis Tulou (1786-1865) est professeur au conservatoire de Paris de 1829 à 1856 et s'avère un adversaire déclaré à la flûte de Boehm. Le Conservatoire de Paris adopte en 1838 la flûte système Boehm à perce conique (version 1832).
En 1829, il rejoint la loge Henri IV et devient membre du chapitre en 1833.
En 1833, il marie sa fille Caroline Joséphine avec son ouvrier Louis Lot, qui travaille depuis 1827 dans son atelier.
En 1836, Clair II Godfroy cède son activité à son fils Vincent Hypolite Godfroy et à son gendre Louis Lot qui travailleront ensemble jusqu'en 1855. Il se retire à Anet.
En 1837, il fait la promotion d'une nouvelle flûte qui est la flûte Boehm conique (système Boehm  version 1832). Il ajoutera une clé de sol# dite clé  de Dorus

« FLUTE D'UN NOUVEAU SYSTÈME.

Nous avons parlé dans notre numéro du 21 octobre dernier de ce
nouvel instrument, inventé à Munich par M. Ch. Boehm. Désirant le
faire connaître en France, l'auteur ne pouvait mieux faire que d'en
confier un à M. Camus, première flûte au Théâtre-Italien, à la persévérance duquel les flûtes dites à patte d'ut doivent en partie leur succès.
Il appartenait à un facteur distingué d'entreprendre en France la confection de ces nouvelles flûtes ; M. Clair-Godfroy aîné, ayant reconnu dans cet instrument les qualités que depuis long-temps les artistes désiraient trouver, est le premier qui ait complètement réussi à les confectionner d'après le système exact de l'auteur, sans négliger de leur donner des formes plus gracieuses et plus commodes. Nous apprenons avec plaisir que non-seulement plusieurs flûtistes se disposent à suivre l'exemple de M. Camus, mais que d'autres artistes distingués se proposent d'appliquer le principe de la flûte-Bœhm à divers instrumens à vent. »

— Le Courrier français (11 avril 1838) .
Clair II Godfroy revient à Paris en 1840 et décède en 1841.

## La maison de facture instrumentale Clair Godfroy aîné
En 1839, la maison Godfroy aîné est citée comme ayant le plus contribué, avec Buffet, à introduire en France la flûte système Boehm version 1832 et à la transformer avec soin. Elle emploie cette année-là 20 employés. Elle expose à chaque fois des clarinettes, des hautbois et des flageolets, mais elle a toujours été récompensée pour la flûte et en particulier la flûte de Boehm.
La maison Godfroy aîné a perduré après l'arrêt de l'activité de son fondateur en 1836 au gré des successions :
1. (1814-1836) : atelier de Clair Godfroy, puis Clair Godfroy aîné à partir de 1829 ;
  1. Theobald Boehm accorde à la maison Clair Godfroy aîné et à Rudall & Rose à Londres le droit d'exploiter le brevet de la flûte de Boehm version 1832.
2. (1836-1854) : "Société Godfroy Fils et Lot" ;
  1. En juillet 1847, Theobald Boehm dépose le brevet en France d'une nouvelle flûte cylindrique (version 1847) et accorde les droits exclusifs de sa fabrication en France à la maison Clair Godfroy aîné pour la somme conséquente de 6 000 francs[9]. Il vendra également ses droits à Rudall & Rose à Londres.
  2. En 1848, la maison C. Godfroy aîné édite en français la traduction de l'ouvrage de Boehm : De la fabrication et des derniers perfectionnements des flûtes: Notice traduite de l'allemand[10]
  3. on trouve d'autres ouvrages édités par la maison, comme une tablature pour la flûte Boehm cylindrique[11]
3. (1855-1868) : Vincent Hypolite Godfroy ;
4. (1868 à 1888) : Marie Alexandrine Dumont-Godfroy, veuve de Vincent Hypolite Godfroy, faisant perdurer les méthodes de son beau-père.

Pour la numérotation des flûtes fabriquées par la maison Clair Godfroy aîné, se référer aux ouvrages spécialisés,.

## Famille Godfroy
Son fils Frédéric Eléanor Godfroy, né le 6 janvier 1805 à Paris, a été formé à la facture d'instruments à vent par son père, Clair II, et s'installe à son compte, vers 1827 au 133 rue Montmartre. René Pierre indique qu'« Il devait vendre des instruments simples (flûtes, piccolos, fifres…) fabriqués à la Couture et réaliser lui-même  des instruments plus élaborés. » Son fils Frédéric exerça quelque temps ; il a posé un brevet en 1834 pour « un nouveau système de ressort à boudin en spirale, pour supprimer le frottement et faciliter le remplacement des ressorts cassés. »
Pierre Godfroy jeune, frère de Clair II, a fabriqué en son nom propre des instruments à vent (1823-1845) ; il avait une maison à La Couture.

« Godfroy jeune, facteur en tout genre, connut particulièrement pour la flûte, fournisseur de Tulou et autres artistes distingués. Inventeur des flageolets à deux octaves ; fab. flageolets, clarinettes, fournit toute musique militaire et autres, rue Montmartre, 46 »

— Annuaire Bottin